# Michael Bishop (Schriftsteller)
Michael Lawson Bishop (* 12. November 1945 in Lincoln, Nebraska; † 13. November 2023) war ein US-amerikanischer Autor, der in erster Linie Science-Fiction-Literatur schrieb. Er hatte einen Master-Abschluss in Englisch der University of Georgia und unterrichtete an verschiedenen Schulen und Universitäten.

## Leben
Bishop veröffentlichte 1970 seine erste Kurzgeschichte Piñon Fall, sein erster Roman (A Funeral for the Eyes of Fire) folgte 1975. Zahlreiche Erzählungen und Romane Bishops wurden für diverse Science-Fiction-Preise nominiert. Ausgezeichnet wurde er viermal mit dem Locus Award und zweimal mit dem Nebula Award, 1981 für die Erzählung The Quickening und 1982 für den Roman Nur die Zeit zum Feind (No Enemy But Time). In diesem Roman, der als sein bekanntestes Werk gilt, geht es um die Zeitreise zur Wiege der Menschheit ins pleistozäne Afrika. Der Roman besticht durch seine Charakterzeichnungen und seinen komplexen Aufbau und verzichtet auf einen technischen Erklärungsversuch der Zeitreise.
Sein Sohn, Christopher James „Jamie“ Bishop, gestaltete mehrere Umschlagsbilder der Bücher seines Vaters. Er starb am 16. April 2007 mit 35 Jahren beim Amoklauf an der Virginia Tech in Blacksburg. Er war dort als IT-Berater und Deutschlehrer tätig.
Michael Bishop starb im November 2023 im Alter von 78 Jahren.

## Auszeichnungen
- 1977: Locus Award für den Kurzroman The Samurai and the Willows (1976)
- 1977: Phoenix Award für das Lebenswerk
- 1979: Rhysling Award für das Gedicht For the Lady of a Physicist (1978)
- 1982: Nebula Award für den Kurzroman The Quickening (1981)
- 1983: Nebula Award für den Roman No Enemy But Time (1982)
- 1984: Locus Award für den Kurzroman Her Habiline Husband (1983)
- 1984: Science Fiction Chronicle Readers Poll für den Kurzroman Her Habiline Husband (1983)
- 1985: Locus Award für die Anthologie Light Years and Dark (1984)
- 1989: Mythopoeic Award für den Fantasy-Roman Unicorn Mountain (1988)
- 1995: Locus Award für den Fantasy-Roman Brittle Innings (1994)
- 1995: Science Fiction Chronicle Readers Poll für den Roman Brittle Innings (1994)
- 2004: Southeastern SF Achievement Award für die Kurzgeschichte The Door Gunner
- 2006: Southeastern SF Achievement Award für die Kurzgeschichte Bears Discover Smut (2005)
- 2009: Shirley Jackson Award für die Kurzgeschichte The Pile (2009)

## Bibliografie

### Serien und Zyklen
Die Serien sind nach dem Erscheinungsjahr des ersten Teils geordnet.
Urban Nucleus
- If a Flower Could Eclipse (in: Worlds of Fantasy, Winter 1970).
  - Deutsch: Wenn eine Blume sich verfinstern könnte. In: Michael Bishop: Die Jahre in den Katakomben. 1982.
- The Windows in Dante’s Hell (1973, in: Damon Knight (Hrsg.): Orbit 12).
  - Deutsch: Ein Fenster in Dantes Inferno. In: Michael Bishop: Die Jahre in den Katakomben. 1982.
- Allegiances (in: Galaxy, February 1975).
  - Deutsch: Untertanenpflichten. In: Michael Bishop: Die Jahre in den Katakomben. 1982.
- The Samurai and the Willows (in: The Magazine of Fantasy and Science Fiction, February 1976).
  - Deutsch: Tod eines Samurai. In: Manfred Kluge (Hrsg.): Tod eines Samurai. Heyne SF&F #3537, 1977, ISBN 3-453-30430-6. Auch als: Der Samurai und die Weiden. In: Michael Bishop: Die Jahre in den Katakomben. 1982.
- At the Dixie-Apple with the Shoofly-Pie Kid: A Story by Julian Kosturko-Cawthon (in: Cosmos Science Fiction and Fantasy Magazine, November 1977).
  - Deutsch: Im Dixie-Apple. In: Michael Bishop: Die Jahre in den Katakomben. 1982.
- A Little Knowledge (1977).
  - Deutsch: Die Cygnus-Delegation. Übersetzt von Walter Brumm. Heyne SF&F #3743, 1980, ISBN 3-453-30646-5.
- The Domes (1978, in: The Anthology of Speculative Poetry #3; auch: Prelude: The Domes, 1979).
  - Deutsch: Einleitung: Die Kuppeln. In: Michael Bishop: Die Jahre in den Katakomben. 1982.
- Old Folks at Home (1978, in: Terry Carr (Hrsg.): Universe 8).
  - Deutsch: Die Alten daheim. In: Michael Bishop: Die Jahre in den Katakomben. 1982.
- Catacomb Years (1979).
  - Deutsch: Die Jahre in den Katakomben. Heyne SF&F #3893, 1982, ISBN 3-453-30816-6.
- Death Rehearsals (1979, in: Michael Bishop: Catacomb Years).
  - Deutsch: Proben für den Tod. In: Michael Bishop: Die Jahre in den Katakomben. 1982.
- Interlude: The Fall of Saganella Lesser (1979, in: Michael Bishop: Catacomb Years; auch: Interlude: After Jalyrica’s Fall, 2019).
  - Deutsch: Zwischenspiel: Der Fall von Saganella Lesser. In: Michael Bishop: Die Jahre in den Katakomben. 1982.
- Interlude: The Cradle Begins to Rock (1979, in: Michael Bishop: Catacomb Years).
  - Deutsch: Zwischenspiel: Die Wiege beginnt zu schaukeln. In: Michael Bishop: Die Jahre in den Katakomben. 1982.
- Interlude: First Councilor Lesser (1979, in: Michael Bishop: Catacomb Years; auch: Interlude: First Councilor Jarboe, 2019).
  - Deutsch: Zwischenspiel: Die Erste Ratsvorsitzende Lesser. In: Michael Bishop: Die Jahre in den Katakomben. 1982.
- Interlude: Volplaning Heroes (1979, in: Michael Bishop: Catacomb Years)
  - Deutsch: Zwischenspiel: Die Helden des Gleitflugs. In: Michael Bishop: Die Jahre in den Katakomben. 1982.
- Interlude: The City Takes Care of Its Own (1979, in: Michael Bishop: Catacomb Years).
  - Deutsch: Zwischenspiel: Die Stadt sorgt für die Ihren. In: Michael Bishop: Die Jahre in den Katakomben. 1982.
- Interlude: The Testimony of Leland Turner (1979, in: Michael Bishop: Catacomb Years).
  - Deutsch: Zwischenspiel: Das Zeugnis des Leland Tanner. In: Michael Bishop: Die Jahre in den Katakomben. 1982.
- The City and the Cygnets: An Alternative History of the Atlanta Urban Nucleus in the 21st Century (2019).
- Interlude: Introduction to Out and Back Again (2019, in: Michael Bishop: The City and the Cygnets: An Alternative History of the Atlanta Urban Nucleus in the 21st Century).

Glaktik Komm
- Blooded on Arachne (1975, in: Roger Elwood und Robert Silverberg (Hrsg.): Epoch)
  - Deutsch: Arachne. In: Michael Bishop: Arachne. 1983.
- The House of Compassionate Sharers (in: Cosmos Science Fiction and Fantasy Magazine, May 1977)
  - Deutsch: Das Haus der mitfühlenden Teiler. In: Michael Bishop: Arachne. 1983. Auch als: Die Barmherzige Gemeinschaft. In: Wolfgang Jeschke (Hrsg.): Science Fiction Story Reader 21. Heyne SF&F #4041, 1984, ISBN 3-453-30983-9.
- Stolen Faces (1977)
  - Deutsch: Gestohlene Gesichter. Übersetzt von Joachim Pente. Heyne SF&F #3654, 1979, ISBN 3-453-30568-X.
- Transfigurations (1979)
  - Deutsch: Transfigurationen. Übersetzt von Walter Brumm. Heyne SF&F #4331, 1986, ISBN 3-453-31324-0.

Atlanta
- A Funeral for the Eyes of Fire (1975)
  - Deutsch: Flammenaugen. Übersetzt von Hans Maeter. Heyne SF&F #3844, 1981, ISBN 3-453-30773-9.
- Catacomb Years (1979)
  - Deutsch: Die Jahre in den Katakomben. Übersetzt von Walter Brumm. Heyne SF&F #3893, 1982, ISBN 3-453-30816-6.

Georgia Stories
- Unlikely Friends (1990, in: Michael Bishop: Emphatically Not SF, Almost)
- Crazy About Each Other (in: Pulphouse: A Fiction Magazine, November 29, 1991)
- Readercon 5 Program Book (1992)
- Doggedly Wooing Madonna (in: Century, Number 2, May-June 1995)
- How Beautiful with Banners (in: Century, Number 6, Spring 2000)
- Andalusian Triptych, 1962 (2003, in: Deborah Layne und Jay Lake (Hrsg.): Polyphony 2)
- The Road Leads Back (2003, in: Deborah Layne und Jay Lake (Hrsg.): Polyphony: Volume 3)
- Baby Love (2004, in: Deborah Layne und Jay Lake (Hrsg.): Polyphony: Volume 4)
- Unfit for Eden (2012, in: Peter Crowther und Nick Gevers (Hrsg.): Unfit for Eden: Postscripts 26/27)
- Rattlesnakes and Men (in: Asimov’s Science Fiction, February 2015)
- Change of Life (2017, in: Michael Bishop: Other Arms Reach Out to Me: Georgia Stories)
- Free (2017, in: Michael Bishop: Other Arms Reach Out to Me: Georgia Stories)
- No Picnic (2017, in: Michael Bishop: Other Arms Reach Out to Me: Georgia Stories)
- Other Arms Reach Out to Me: Georgia Stories (2017)
- Other Arms Reach Out to Me (2017, in: Michael Bishop: Other Arms Reach Out to Me: Georgia Stories)
- The Russian Agent (2017, in: Michael Bishop: Other Arms Reach Out to Me: Georgia Stories)

Will Keats (mit Paul Di Filippo)
- 1 Would It Kill You to Smile? (1998)
- 2 Muskrat Courage (2000)
- Families Are Murder: The Complete Will Keats (Sammelausgabe von 1 und 2; 2005)

### Romane
- A Funeral for the Eyes of Fire (1975, auch überarbeitet als Eyes of Fire 1980, dritte Überarbeitung 1989 unter dem Originaltitel, vierte Überarbeitung mit einer Einleitung von Paul Di Filippo 2015).
- And Strange at Ecbatan the Trees (1976; auch: Beneath the Shattered Moons, 1977).
  - Deutsch: Die seltsamen Bäume von Ectaban. Übersetzt von Elisabeth Simon. Heyne SF&F #3610, 1978, ISBN 3-453-30517-5.
- Within the Walls of Tyre (1978, Kurzroman in: Weirdbook 13).
  - Deutsch: Hinter den Mauern von Tyros. In: Terry Carr und Martin H. Greenberg (Hrsg.): Traumreich der Magie: Höhepunkte der modernen Fantasy. Heyne SF&F #4254, 1985, ISBN 3-453-31262-7.
- Under Heaven’s Bridge (1981; mit Ian Watson).
- The Quickening (1981, Kurzroman in: Terry Carr (Hrsg.): Universe 11).
- No Enemy But Time (1982).
  - Deutsch: Nur die Zeit zum Feind. Übersetzt von Biggy Winter. Heyne SF&F #4095, 1984, ISBN 3-453-31055-1.
- Who Made Stevie Crye (1984).
  - Deutsch: Die Alpträume der Stevie Crye. Übersetzt von Irene Bonhorst. Heyne SF&F #4810, 1991, ISBN 3-453-04999-3.
- Ancient of Days (1985).
  - Deutsch: Das Herz eines Helden. Übersetzt von Christian Mähr. Heyne SF&F #5967, 1998, ISBN 3-453-13990-9.
- To a Chimp Held Captive for Purposes of Research (1986, Gedicht).
- The Secret Ascension or Philip K. Dick Is Dead, Alas (1987; auch: Philip K. Dick Is Dead, Alas, 1988, zweite Überarbeitung mit einer Einleitung von Daryl Gregory 2015).
  - Deutsch: Dieser Mann ist leider tot. Übersetzt von Rainer Schmidt. Heyne SF&F #4785, 1991, ISBN 3-453-04494-0.
- Unicorn Mountain (1988).
  - Deutsch: Die Einhorn-Berge. Übersetzt von Ingrid Herrmann. Heyne SF&F #4788, 1991, ISBN 3-453-04511-4.
- Apartheid, Superstrings, and Mordecai Thubana (1989, Kurzroman).
  - Deutsch: Apartheid, Superstrings und Mordecai Thubana. In: Wolfgang Jeschke (Hrsg.): Heyne Science Fiction Jahresband 1996. Heyne SF&F #5398, 1996, ISBN 3-453-09459-X.
- Count Geiger’s Blues (1992).
  - Deutsch: Graph Geigers Blues. Übersetzt von Michael Windgassen. Heyne SF&F #5983, 1999, ISBN 3-453-14915-7.
- Brittle Innings (1994).
  - Deutsch: Brüchige Siege. Übersetzt und mit Anmerkungen versehen von Hendrik P. Linckens und Marianne Linckens. Heyne SF&F #5923, 1998, ISBN 3-453-13310-2.
- The City Quiet as Death (2009, Kurzroman; mit Steven Utley).
- Joel-Brock the Brave and the Valorous Smalls (2016).

### Sammlungen
- Windows & Mirrors: A Chapbook of Poetry to Deep South Con XV (Gedichte, 1977).
- Beneath the Shattered Moons (1978, Sammelausgabe)
- Blooded on Arachne (1982).
  - Deutsch: Arachne. Übersetzt von Rainer Schmidt. Ullstein Science Fiction & Fantasy #31054, 1983, ISBN 3-548-31054-0.
- Blooded On Arachne I (1982).
  - Deutsch: Arachne. Übersetzt von Johannes R. Blasius. Ullstein Science Fiction & Fantasy #31054, 1983, ISBN 3-548-31054-0.
- Blooded On Arachne II (1982).
  - Deutsch: Raumfahrer und Sternzigeuner. Übersetzt von Johannes R. Blasius. Ullstein Science Fiction & Fantasy #31063, 1983, ISBN 3-548-31063-X.
- One Winter in Eden (1984).
- Close Encounters with the Deity (1986).
- Emphatically Not SF, Almost (1990).
- At the City Limits of Fate (1996).
- Time Pieces: Poems (Gedichte, 1998).
- Blue Kansas Sky: Four Short Novels of Memory, Magic, Surmise & Estrangement (2000).
- Brighten to Incandescence: 17 Stories (2003)
- The Door Gunner and Other Perilous Flights of Fancy: A Michael Bishop Retrospective (2012).
- The Sacerdotal Owl and Three Other Long Tales of Calamity, Pilgrimage, and Atonement (2018).

### Kurzgeschichten
1970
- Piñon Fall (in: Galaxy Magazine, October-November 1970).
  - Deutsch: Besucher. In: Michael Bishop: Arachne. 1983. Auch als: Pinienherbst. In: Wolfgang Jeschke (Hrsg.): Johann Sebastian Bach Memorial Barbecue. Heyne SF&F #4697, 1990, ISBN 3-453-04279-4.

1971
- Darktree, Darktide (in: The Magazine of Fantasy and Science Fiction, April 1971).
- A Tapestry of Little Murders (in: The Magazine of Fantasy and Science Fiction, June 1971).
- Spacemen and Gypsies (in: The Magazine of Fantasy and Science Fiction, September 1971).
  - Deutsch: Raumfahrer und Sternzigeuner. In: Michael Bishop: Raumfahrer und Sternzigeuner. 1983.

1973
- Death and Designation Among the Asadi (1973, in: Worlds of If, January-February 1973 [UK]).
  - Deutsch: Tod und Bestimmung unter den Asadi. In: Wolfgang Jeschke (Hrsg.): Science Fiction Story Reader 11. Heyne SF&F #3627, 1979, ISBN 3-453-30538-8.
- The White Otters of Childhood (in: The Magazine of Fantasy and Science Fiction, July 1973).
  - Deutsch: Die weißen Otter der Kindheit. In: Michael Bishop: Raumfahrer und Sternzigeuner. 1983.

1974
- The Tigers of Hysteria Feed Only on Themselves (in: The Magazine of Fantasy and Science Fiction, January 1974).
- In Rubble, Pleading (in: The Magazine of Fantasy and Science Fiction, February 1974).
- On the Street of the Serpents or, The Assassination of Chairman Mao, as Effected by the Author in Seville, Spain, in the Spring of 1992, a Year of No Certain Historicity (1974, in: David Gerrold (Hrsg.): Science Fiction Emphasis I).
  - Deutsch: Auf der Straße der Schlangen. In: Michael Bishop: Raumfahrer und Sternzigeuner. 1983. Auch als: Straße der Schlangen. In: Werner Fuchs (Hrsg.): Strasse der Schlangen. Droemer Knaur (Knaur Science Fiction & Fantasy #5761), 1983, ISBN 3-426-05761-1.
- Cathadonian Odyssey (in: The Magazine of Fantasy and Science Fiction, September 1974).
  - Deutsch: Odyssee auf Cathadonia. In: Michael Bishop: Arachne. 1983. Auch als: Odyssee auf Cathadonia. In: Science Fiction Jahrbuch 1987. Moewig Science Fiction #3703, 1986, ISBN 3-8118-3703-6. Auch als: Cathadonia-Odyssee. In: Josh Pachter (Hrsg.): Top Science Fiction: Dritter Teil. Heyne SF&F #4654, 1990, ISBN 3-453-03918-1.

1975
- The Contributors to Plenum Four (1975, in: Robert Silverberg (Hrsg.): New Dimensions Science Fiction Number 5).
- Rogue Tomato (1975, in: Robert Silverberg (Hrsg.): New Dimensions Science Fiction Number 5).
  - Deutsch: Als Tomate im Weltraum. In: Michael Bishop: Raumfahrer und Sternzigeuner. 1983. Auch als: Die Verwandlung. In: Wolfgang Jeschke (Hrsg.): Die Gebeine des Bertrand Russell. Heyne SF&F #4057, 1984, ISBN 3-453-31000-4.

1976
- In Chinistrex Fortronza the People Are Machines or, Hoom and the Homunculus (1976, in: Thomas M. Disch und Charles Naylor (Hrsg.): New Constellations: An Anthology of Tomorrow’s Mythologies).
  - Deutsch: Die Bewohner von Chinistrex Fortronza sind Maschinen. In: Michael Bishop: Arachne. 1983.
- In Chinistrex Fortronza the People Are Machines (1976).
  - Deutsch: Die Bewohner von Chinistrex Fortronza sind Maschinen. In: Michael Bishop: Arachne. 1983.

1977
- Cabinet Meeting (in: Isaac Asimov’s Science Fiction Magazine, Summer 1977).
- Leaps of Faith (in: The Magazine of Fantasy and Science Fiction, October 1977).
  - Deutsch: Glaubenssprünge. In: Michael Bishop: Arachne. 1983.

1978
- Three Dream Woman (1978, in: Robert Silverberg (Hrsg.): New Dimensions: Science Fiction: Number 8; mit Craig Strete)
- Mory (1978, in: Charles L. Grant (Hrsg.): Shadows)
- Effigies (in: The Magazine of Fantasy and Science Fiction, October 1978)
  - Deutsch: Abbilder. In: Manfred Kluge (Hrsg.): Lektrik Jack. Heyne SF&F #3681, 1979, ISBN 3-453-30600-7.
- Vernalfest Morning (1978, in: Roy Torgeson (Hrsg.): Chrysalis 3).
  - Deutsch: Frühlingsmorgen. In: Roy Torgeson (Hrsg.): Die verdorbene Frau. Moewig (Playboy Science Fiction #6720), 1981, ISBN 3-8118-6720-2.
- Collaborating (1978, in: Lee Harding (Hrsg.): Rooms of Paradise).
  - Deutsch: Zusammenarbeit. In: Josh Pachter (Hrsg.): Top Fantasy: Zweiter Teil. Heyne SF&F #4518, 1988, ISBN 3-453-02775-2.
- For the Lady of a Physicist (1978).
  - Deutsch: An die Geliebte eines Physikers. In: Jerry Pournelle (Hrsg.): Black Holes. Bastei Lübbe Science Fiction Special #24012, 1980, ISBN 3-404-24012-X.
- I, Cartographer (1978, in: The Anthology of Speculative Poetry #3).
- Within the Walls of Tyre (1978).
  - Deutsch: Hinter den Mauern von Tyros. In: Terry Carr und Martin H. Greenberg (Hrsg.): Traumreich der Magie: Höhepunkte der modernen Fantasy. Heyne SF&F #4254, 1985, ISBN 3-453-31262-7.

1979
- Storming the Bijou, Mon Amour (in: Isaac Asimov’s Science Fiction Magazine, June 1979)
- A Few Last Words for the Late Immortals (in: Analog Science Fiction/Science Fact, July 1979)
- Seasons of Belief (1979, in: Charles L. Grant (Hrsg.): Shadows 2)
  - dt.: Zeit zu glauben. In: Josh Pachter (Hrsg.): Top Horror. Heyne, München 1984, ISBN 3-453-44074-9 („Die unheimlichen Bücher“, Bd. 20)
  - dt.: Die Jahreszeiten des Glaubens. In: Christian Dörge (Hrsg.): Der silberne Spiegel. Apex, 2018, ISBN 978-3-7467-7457-2
- Love’s Heresy (in: Shayol, #3 Summer 1979)

1980
- Of Crystalline Labyrinths and the New Creation (1980, in: Roy Torgeson (Hrsg.): Chrysalis 7).
  - Deutsch: Von gläsernen Labyrinthen und der Neuen Schöpfung. In: Roy Torgeson (Hrsg.): Sonate für drei Elektroden. Moewig (Playboy Science Fiction #6731), 1982, ISBN 3-8118-6731-8.
- A Short History of the Bicycle: 401 B. C. to 2677 A. D. (1980, in: Ursula K. Le Guin und Virginia Kidd (Hrsg.): Interfaces).
  - Deutsch: Kleine Geschichte des Fahrrads (401 v. Chr. – 2677 A. D.). In: Hans Joachim Alpers (Hrsg.): Kopernikus 7. Moewig Science Fiction #3587, 1982, ISBN 3-8118-3587-4. Auch als: Das Fahrrad – Ein kurzer geschichtlicher Abriss von 401 v. Chr. bis 2677 n. Chr. In: Ursula K. Le Guin und Virginia Kidd (Hrsg.): Grenzflächen. Heyne SF&F #4175, 1985, ISBN 3-453-31140-X.
- Cold War Orphans (1980, in: Their Immortal Hearts: Three Visions of Time).
  - Deutsch: Ein Ereignis im kalten Krieg. In: Hans Joachim Alpers (Hrsg.): Kopernikus 5. Moewig Science Fiction #3563, 1982, ISBN 3-8118-3563-7.
- The Yukio Mishima Cultural Association of Kudzu Valley, Georgia (1980, in: Ellen Kushner (Hrsg.): Basilisk).
- Saving Face (1980, in: Terry Carr (Hrsg.): Universe 10).
  - Deutsch: Die Rettung der Gesichter. In: Wolfgang Jeschke (Hrsg.): Science Fiction Story Reader 18. Heyne SF&F #3897, 1982, ISBN 3-453-30820-4.
- One Winter in Eden (1980, in: Orson Scott Card (Hrsg.): Dragons of Light).

1981
- Murder on Lupozny Station (in: The Magazine of Fantasy & Science Fiction, April 1981; mit Gerald W. Page).
- O Happy Day (in: Rigel Science Fiction, #2 Fall 1981).
- A Spy in the Domain of Arnheim (1981, in: Ian Watson (Hrsg.): Pictures at an Exhibition).
- Vox Olympica (in: Omni, December 1981; auch: Out of the Mouths of Olympus, 1984).
  - Deutsch: Vox Olympica. In: Werner Fuchs und Hans Joachim Alpers (Hrsg.): Neue Science-Fiction Geschichten. Tosa, 1982, ISBN 3-85001-097-X.

1982
- At the City Limits of Fate (in: Shayol, #5 Winter 1982).
- Patriots (in: Shayol, #6 Winter 1982).

1983
- The Last Child into the Mountain (in: Omni, March 1983; mit Lee Ellis)
- The Monkey’s Bride (1983, in: Jessica Amanda Salmonson (Hrsg.): Heroic Visions)
- Her Habiline Husband (1983, in: Terry Carr (Hrsg.): Universe 13)
- Gravid Babies: A Novel of Horrific Menace in Considerable Synopsis (1983, in: Charles L. Grant (Hrsg.): The Dodd, Mead Gallery of Horror)
  - dt.: Schlittenhunde. In: Christian Dörge (Hrsg.): Engel der Finsternis. Apex, 2018, ISBN 978-3-7467-6981-3
- And the Marlin Spoke (in: The Magazine of Fantasy & Science Fiction, October 1983)
- Give a Little Whistle (in: Whispers #19-20, October 1983)
- The Gospel According to Gamaliel Crucis (or, the Astrogator’s Testimony) (in: Isaac Asimov’s Science Fiction Magazine, November 1983)
  - Deutsch: Das Evangelium nach Gamaliel Crucis oder Das Vermächtnis des Astrogators. In: Friedel Wahren (Hrsg.): Isaac Asimovs Science Fiction Magazin 26. Folge. Heyne SF&F #4249, 1985, ISBN 3-453-31230-9

1984
- With a Little Help from Her Friends (in: The Magazine of Fantasy & Science Fiction, February 1984)
  - Deutsch: With a Little Help from Her Friends. In: Ronald M. Hahn (Hrsg.): Der Drachenheld. Heyne SF&F #4208, 1985, ISBN 3-453-31182-5.
- Dogs’ Lives (1984, in: Michael Bishop: Light Years and Dark: Science Fiction and Fantasy Of and For Our Time)
- Scrimptalon’s Test (1984, in: Michael Bishop: Light Years and Dark: Science Fiction and Fantasy Of and For Our Time; mit Gerald W. Page)

1985
- A Gift from the GrayLanders (in: Isaac Asimov’s Science Fiction Magazine, September 1985)
  - Deutsch: Ein Geschenk aus dem GrauenLand. In: Friedel Wahren (Hrsg.): Isaac Asimovs Science Fiction Magazin 28. Folge. Heyne SF&F #4366, 1987, ISBN 3-453-31368-2.
- The Bob Dylan Tambourine Software & Satori Support Services Consortium, Ltd. (in: Interzone, #12 Summer 1985)
  - Deutsch: Das Bob Dylan Tambourine Software & Satori Support Services Consortium, Ltd. In: Hans Joachim Alpers und Werner Fuchs (Hrsg.): 13 phantastische Rock-Stories. Fantasy Productions #507, 1988, ISBN 3-89064-507-0. Auch als: Bob Dylans Tambourine Software & Satori Support Services Konsortium, Ltd. In: Wolfgang Jeschke (Hrsg.): Die Verwandlung. Heyne SF&F #5495, ISBN 978-3-453-10935-3.

1986
- Close Encounter With the Deity (in: Isaac Asimov’s Science Fiction Magazine, March 1986)
  - Deutsch: Eine intensive Begegnung mit der Gottheit. In: Friedel Wahren (Hrsg.): Isaac Asimov’s Science Fiction Magazin 37. Folge. Heyne SF&F #4795, 1991, ISBN 3-453-04991-8.
- Alien Graffiti (A Personal History of Vagrant Intrusions) (in: Isaac Asimov’s Science Fiction Magazine, June 1986)
  - Deutsch: Extraterrestrische Graffiti (Ein Erlebnisbericht über wandernde Projektionen). In: Friedel Wahren (Hrsg.): Isaac Asimovs Science Fiction Magazin 32. Folge. Heyne SF&F #4536, 1988, ISBN 3-453-03126-1.
- Taccati’s Tomorrow (in: The Magazine of Fantasy & Science Fiction, June 1986)
  - Deutsch: Begegnung mit Taccati. In: Ronald M. Hahn (Hrsg.): Die Wildnis einer großen Stadt. Heyne SF&F #4438, 1987, ISBN 3-453-00468-X.
- Voices (1986, in: Jessica Amanda Salmonson (Hrsg.): Heroic Visions II)
- Dear Bill (1986, in: David D. Deyo Jr. (Hrsg.): All the Devils Are Here)
- Diary of a Dead Man (1986, in: Michael Bishop: Close Encounters with the Deity)
- 000-00-0000 (in: Last Wave, Winter 1986)

1987
- The Egret (in: Playboy, June 1987)
- God’s Hour (in: Omni, June 1987)
- An Episode in the Death of Philip K. Dick (in: New Pathways into Science Fiction and Fantasy, August 1987)
- In the Memory Room (1987, in: Peter D. Pautz und Kathryn Cramer (Hrsg.): The Architecture of Fear)
- For Thus Do I Remember Carthage (1987, in: Byron Preiss (Hrsg.): The Universe)
- Alien Graffiti (1987)
  - Deutsch: Extraterrestrische Graffiti. In: Friedel Wahren (Hrsg.): Isaac Asimovs Science Fiction Magazin 32. Folge. Heyne SF&F #4536, 1988, ISBN 3-453-03126-1.

1988
- The Calling of Paisley Coldpony (in: Isaac Asimov’s Science Fiction Magazine, January 1988)
- Unicorn Mountain (Chapter 20) (in: New Pathways Into Science Fiction And Fantasy, March 1988)
- A Father’s Secret (in: Pulphouse: The Hardback Magazine, Issue One: Fall 1988)

1989
- Reading the Silks (in: Omni, August 1989)
- Icicle Music (1989, in: Kathryn Cramer und David G. Hartwell (Hrsg.): Spirits of Christmas: Twenty Other-Worldly Tales)
- The Ommatidium Miniatures (1989, in: Byron Preiss (Hrsg.): The Microverse)
- Apartheid, Superstrings and Mordecai Thubana (1989)
  - Deutsch: Apartheid, Superstrings und Mordecai Thubana. In: Wolfgang Jeschke (Hrsg.): Heyne Science Fiction Jahresband 1996. Heyne SF&F #5398, 1996, ISBN 3-453-09459-X.
- Within the Walls of Tyre (1989)

1990
- Snapshots from the Butterfly Plague (in: Omni, December 1990)
- Tears (1990, in: Michael Bishop: Emphatically Not SF, Almost)
- Wished-For Belongings (1990, in: Michael Bishop: Emphatically Not SF, Almost)
- Life Regarded as a Jigsaw Puzzle of Highly Lustrous Cats (1990)
  - Deutsch: Das Leben, betrachtet als ein Puzzle aus poussierlichen Katzen. In: Jack M. Dann und Gardner R. Dozois (Hrsg.): Magische Katzen. Heyne (Allgemeine Reihe #9790), 1996, ISBN 3-453-09316-X. Auch als: Das Leben als Puzzle aus Katzen mit glänzendem Fell. In: Wolfgang Jeschke (Hrsg.): Riffprimaten. Heyne SF&F #5390, ISBN 978-3-453-09454-3.

1991
- Thirteen Lies About Hummingbirds (1991, in: Charles L. Grant (Hrsg.): Final Shadows)
- The Creature on the Couch (1991, in: Megan Miller, David H. Keller, Byron Preiss und John Gregory Betancourt (Hrsg.): The Ultimate Frankenstein)
  - Deutsch: Die Kreatur auf der Couch. In: Byron Preiss (Hrsg.): Das Beste von Frankenstein. Bastei-Lübbe, 1993, ISBN 3-404-13443-5.

1992
- The Balloon (in: Isaac Asimov’s Science Fiction Magazine, January 1992)
  - Deutsch: Der Luftballon. In: Friedel Wahren (Hrsg.): Isaac Asimov’s Science Fiction Magazin 40. Folge. Heyne SF&F #4957, 1992, ISBN 3-453-06199-3.
- Herding with the Hadrosaurs (1992, in: Byron Preiss und Robert Silverberg (Hrsg.): The Ultimate Dinosaur)

1993
- Beginnings (1993, in: David G. Hartwell (Hrsg.): Christmas Forever)

1994
- Cri de Coeur (in: Asimov’s Science Fiction, September 1994)
  - Deutsch: Cri de cœur. In: Wolfgang Jeschke (Hrsg.): Heyne Science Fiction Jahresband 1999. Heyne SF&F #6301, 1999, ISBN 3-453-14899-1.

1995
- Spiritual Dysfunction and Counterangelic Longings; or, Sariela: A Case Study in One Act (1995, in: Peter Crowther (Hrsg.): Heaven Sent: 18 Glorious Tales of the Angels)
- Epistrophy (1995, in: Edward E. Kramer und Peter Crowther (Hrsg.): Tombs)
- Simply Indispensable (1995, in: Jennifer Hershey, Tom Dupree und Janna Silverstein (Hrsg.): Full Spectrum 5)
- Chihuahua Flats (1995, in: Gardner Dozois (Hrsg.): Killing Me Softly: Erotic Tales of Unearthly Love)
- I, Iscariot (in: Crank!, Summer 1995)

1996
- Outside the Circle (in: Thirteenth Moon, January 1996)
- Among the Handlers or, The Mark 16 Hands-On Assembly of Jesus Risen, Formerly Snake-O-Rama (1996, in: Peter Crowther und Edward E. Kramer (Hrsg.): Dante’s Disciples)
- The Alzheimer Laureate (in: Science Fiction Age, March 1996)
- Allegra’s Hand (in: Asimov’s Science Fiction, June 1996)
- The Procedure (in: Science Fiction Age, July 1996)
- Three Dreams in the Wake of a Death (in: The Magazine of Fantasy & Science Fiction, July 1996)
- Annalise, Annalise (in: The Magazine of Fantasy & Science Fiction, October-November 1996)

1997
- Cyril Berganske (in: Omni Online, May 1997)
- Yesterday’s Hostage (1997, in: Gardner Dozois (Hrsg.): Dying for It: More Erotic Tales of Unearthly Love)

1998
- Sequel on Skorpiós (in: Interzone, #134 August 1998)

1999
- Tithes of Mint and Rue (in: World Horror Convention Program 1999)

2000
- Blue Kansas Sky (2000, in: Michael Bishop: Blue Kansas Sky: Four Short Novels of Memory, Magic, Surmise & Estrangement)
- Tired (in: Analog Science Fiction and Fact, November 2000)

2001
- Her Chimpanion (in: The Magazine of Fantasy & Science Fiction, March 2001)

2002
- Midwiving the World (in: The Silver Web #15, January 2002)
- Help Me, Rondo (2002, in: William Schafer und Bill Sheehan (Hrsg.): J. K. Potter’s Embrace the Mutation)
- „We’re All in This Alone“ (in: Interzone, #184 November-December 2002; mit Paul Di Filippo)

2003
- Cicada, Inc. (in: Interzone, #185 January 2003)
- The Sacerdotal Owl (2003, in: Brian A. Hopkins (Hrsg.): 13 Horrors: A Devil’s Dozen Stories Celebrating 13 Years of the World Horror Convention)
- The Door Gunner (2003, in: Gary Turner und Marty Halpern (Hrsg.): The Silver Gryphon)
- Last Night Out (2003, in: Michael Bishop: Brighten to Incandescence: 17 Stories)
- Menard’s Disease (2003, in: Jeff VanderMeer und Mark Roberts (Hrsg.): The Thackery T. Lambshead Pocket Guide to Eccentric & Discredited Diseases)

2004
- The Angst of God (in: The Magazine of Fantasy & Science Fiction, October-November 2004; auch: The Angst, I Kid You Not, of God, 2007)

2005
- Bears Discover Smut (in: Sci Fiction, October 26, 2005)

2006
- Dr. Prida’s Dream-Plagued Patient (in: Aberrant Dreams, #7 Spring 2006)

2007
- The Inquisitor General (2007, in: Michael Bishop: A Cross of Centuries: Twenty-five Imaginative Tales about the Christ; mit Fjodor Dostojewski)
- Miriam (2007, in: Michael Bishop: A Cross of Centuries: Twenty-five Imaginative Tales about the Christ)

2008
- The Pile (in: Subterranean Online, Winter 2008)
- Vinegar Peace, or, The Wrong-Way Used-Adult Orphanage (in: Asimov’s Science Fiction, July 2008)
- Purr (in: Weird Tales, November-December 2008)

2009
- Last Drink Bird Head (2009, in: Ann VanderMeer und Jeff VanderMeer (Hrsg.): Last Drink Bird Head: Flash Fiction for Charity)

2010
- The Library of Babble (in: Subterranean Online, Winter 2010)

2011
- Ch-Ch-Ch-Changes (in: Tor.com, July 11, 2011)

2012
- Twenty Lights to „The Land of Snow“ (2012, in: Les Johnson und Jack McDevitt (Hrsg.): Going Interstellar; auch: Twenty Lights to „The Land of Snow“: Excerpts from the Computer Logs of Our Reluctant Dalai Lama, 2016; auch: To the Land of Snow, 2018)

2017
- Gale Strang (in: Asimov’s Science Fiction, July-August 2017)

### Anthologien
- Changes (1983; mit Ian Watson)
- Light Years and Dark: Science Fiction and Fantasy Of and For Our Time (1984)
- A Cross of Centuries: Twenty-five Imaginative Tales about the Christ (2007)
- Passing for Human (2009; mit Steven Utley)

Nebula Awards
- Nebula Awards 23 (1989)
- Nebula Awards 24 (1990)
- Nebula Awards 25 (1991)

### Sachliteratur
- A Reverie for Mister Ray: Reflections on Life, Death, and Speculative Fiction (2005)

### Audio
- Jamie’s Hair (2009, in: StarShipSofa, No 82)